# Cristiano Ciocchetti
Cristiano Ciocchetti (Roma, 2 settembre 1967) è un ex pallanuotista e allenatore di pallanuoto italiano.

## Carriera
Cristiano Ciocchetti inizia la sua carriera nei centri FIN con lo straordinario e maestro Franco Sardellitto. Passa all'età di 12 anni nelle giovanili della Lazio dove vince un campionato giovanile juniores e fa la sua prima esperienza nel massimo campionato di serie "A" all'età di 16 anni. Gioca con la società  biancoceleste fino al 1989. Il campionato 1989-90 lo vede nelle file della societa campana Volturno dove vince una Coppa Comen. L'anno successivo torna a Roma nella societa capitolina Roma Nuoto vincendo una finale di Coppa LEN contro il Volturno. Nel 93-94 gioca nel Brescia, 94-95 ad Anzio poi torna a Roma e l'anno successivo 95-96 a Catania con la societa' Paguros. Il 99-00 e 00-01 lo vedono protagonista di una promozione in A1 con il Brescia dove è miglior marcatore con 103 gol. Gli anni che seguono nella Lazio, guidata da Pierluigi Formiconi e Maurizio Mirarchi, dove finisce la sua carriera sportiva all'età di 37 anni.  La sua attività di atleta con la nazionale parte dalle giovanili con le quali vince un bronzo ai campionati del mondo in Brasile nel 1987. Entra a far parte della nazionale A nel 1987 con Fritz Dennerlain e poi con l'arrivo di Ratko Rudic partecipa nel 1990-91 ad un campionato del mondo a Perth in Australia, un campionato Europeo ad Atene in Grecia dove vince anche un oro ai giochi del mediterraneo. Vanta ottanta presenze in nazionale.
Dal 2004 al 2006 diventa vice di Pierluigi Formiconi con la nazionale maggiore e partecipa ai campionati del mondo in Canada (Montreal). Inizia la sua attività di allenatore di club con la Roma Vis Nova, passando poi per tre anni alla Lazio dove raggiunge un prestigioso 5 e 6 posto zona play-off. Ritorna alla Roma Vis Nova nel 2013-14 prendendosi di forza, con una finale al meglio delle tre partite, la promozione nella massima serie, campionato dove la societa romana si affacciava per la prima volta.

## Palmarès
- Coppa LEN: 1

Roma: 1993-94
- Coppa COMEN: 1

Volturno: 1992
- Giochi del Mediterraneo: 1

1991